# Sydney International 1996 - Qualificazioni singolare maschile
Le qualificazioni del singolare maschile dello  Sydney International 1996 sono state un torneo di tennis preliminare per accedere alla fase finale della manifestazione. I vincitori dell'ultimo turno sono entrati di diritto nel tabellone principale. In caso di ritiro di uno o più giocatori aventi diritto a questi sono subentrati i lucky loser, ossia i giocatori che hanno perso nell'ultimo turno ma che avevano una classifica più alta rispetto agli altri partecipanti che avevano comunque perso nel turno finale.
Le qualificazioni del torneo Sydney International 1996 prevedevano 32 partecipanti di cui 4 sono entrati nel tabellone principale.

## Teste di serie
1. Assente
2. Hendrik Dreekmann (primo turno)
3. Michael Tebbutt (secondo turno)
4. Tim Henman (Qualificato)

1. Olivier Delaître (primo turno)
2. Jonathan Stark (secondo turno)
3. Thomas Johansson (primo turno)
4. Patrick Baur (primo turno)

## Qualificati
1. Cristiano Caratti
2. Carsten Arriens

1. Paul Kilderry
2. Tim Henman

## Tabellone

### Legenda
| - Q = Qualificato - WC = Wild card - LL = Lucky loser | - ALT = Alternate - SE = Special Exempt - PR = Protected Ranking | - w/o = Walkover - r = Ritirato - d = Squalificato |

### Sezione 1
|  | Primo turno       | Primo turno       | Primo turno  | Primo turno | Primo turno |  |  | Secondo turno     | Secondo turno     | Secondo turno     | Secondo turno   | Secondo turno |   |   | Ultimo turno      | Ultimo turno      | Ultimo turno | Ultimo turno | Ultimo turno |  |
|  |                   |                   |              |             |             |  |  |                   |                   |                   |                 |               |   |   |                   |                   |              |              |              |  |
|  | Grant Doyle       | Grant Doyle       | Grant Doyle  | 6           | 6           |  |  |                   |                   |                   |                 |               |   |   |                   |                   |              |              |              |  |
|  | Wayne Black       | Wayne Black       | Wayne Black  | 2           | 0           |  |  | Grant Doyle       | Grant Doyle       | Grant Doyle       | 0               | 2             |   |   |                   |                   |              |              |              |  |
|  | Cristiano Caratti | Cristiano Caratti | 6            | 3           | 6           |  |  | Cristiano Caratti | Cristiano Caratti | Cristiano Caratti | 6               | 6             |   |   |                   |                   |              |              |              |  |
|  | Daniel Courcol    | Daniel Courcol    | 4            | 6           | 4           |  |  |                   |                   |                   |                 |               |   |   | Cristiano Caratti | Cristiano Caratti | 7            | 3            | 6            |  |
|  | Peter Tramacchi   | Peter Tramacchi   | 7            | 6           | 7           |  |  |                   |                   | Peter Tramacchi   | Peter Tramacchi | 5             | 6 | 3 |                   |                   |              |              |              |  |
|  | Thierry Guardiola | Thierry Guardiola | 5            | 7           | 6           |  |  | Peter Tramacchi   | Peter Tramacchi   | 6                 | 3               | 7             |   |   |                   |                   |              |              |              |  |
|  |                   | Lars Rehmann      | Lars Rehmann | 7           | 7           |  |  | Lars Rehmann      | Lars Rehmann      | 4                 | 6               | 6             |   |   |                   |                   |              |              |              |  |
|  | 8                 | Patrick Baur      | Patrick Baur | 6           | 6           |  |  |                   |                   |                   |                 |               |   |   |                   |                   |              |              |              |  |

### Sezione 2
|  | Primo turno      | Primo turno       | Primo turno      | Primo turno | Primo turno |  |  | Secondo turno   | Secondo turno   | Secondo turno   | Secondo turno   | Secondo turno |   |   | Ultimo turno  | Ultimo turno  | Ultimo turno | Ultimo turno | Ultimo turno |  |
|  |                  |                   |                  |             |             |  |  |                 |                 |                 |                 |               |   |   |               |               |              |              |              |  |
|  |                  | Sandon Stolle     | 6                | 3           | 6           |  |  |                 |                 |                 |                 |               |   |   |               |               |              |              |              |  |
|  | 2                | Hendrik Dreekmann | 4                | 6           | 3           |  |  | Sandon Stolle   | Sandon Stolle   | 5               | 7               | 6             |   |   |               |               |              |              |              |  |
|  | Gastón Etlis     | Gastón Etlis      | Gastón Etlis     | 6           | 6           |  |  | Gastón Etlis    | Gastón Etlis    | 7               | 6               | 4             |   |   |               |               |              |              |              |  |
|  | Rodolphe Gilbert | Rodolphe Gilbert  | Rodolphe Gilbert | 2           | 2           |  |  |                 |                 |                 |                 |               |   |   | Sandon Stolle | Sandon Stolle | 6            | 2            | 5            |  |
|  | Joost Winnink    | Joost Winnink     | Joost Winnink    | 7           | 6           |  |  |                 |                 | Carsten Arriens | Carsten Arriens | 3             | 6 | 7 |               |               |              |              |              |  |
|  | Jörn Renzenbrink | Jörn Renzenbrink  | Jörn Renzenbrink | 6           | 1           |  |  | Joost Winnink   | Joost Winnink   | Joost Winnink   | 1               | 2             |   |   |               |               |              |              |              |  |
|  |                  | Carsten Arriens   | 1                | 6           | 6           |  |  | Carsten Arriens | Carsten Arriens | Carsten Arriens | 6               | 6             |   |   |               |               |              |              |              |  |
|  | 7                | Thomas Johansson  | 6                | 3           | 4           |  |  |                 |                 |                 |                 |               |   |   |               |               |              |              |              |  |

### Sezione 3
|  | Primo turno   | Primo turno      | Primo turno      | Primo turno | Primo turno |  |  | Secondo turno | Secondo turno   | Secondo turno   | Secondo turno | Secondo turno |   |   | Ultimo turno  | Ultimo turno  | Ultimo turno  | Ultimo turno | Ultimo turno |  |
|  |               |                  |                  |             |             |  |  |               |                 |                 |               |               |   |   |               |               |               |              |              |  |
|  | 3             | Michael Tebbutt  | 6                | 2           | 6           |  |  |               |                 |                 |               |               |   |   |               |               |               |              |              |  |
|  |               | Eyal Ran         | 3                | 6           | 4           |  |  | 3             | Michael Tebbutt | Michael Tebbutt | 4             | 5             |   |   |               |               |               |              |              |  |
|  | Magnus Norman | Magnus Norman    | Magnus Norman    | 6           | 6           |  |  |               | Magnus Norman   | Magnus Norman   | 6             | 7             |   |   |               |               |               |              |              |  |
|  | Hicham Arazi  | Hicham Arazi     | Hicham Arazi     | 1           | 2           |  |  |               |                 |                 |               |               |   |   | Magnus Norman | Magnus Norman | Magnus Norman | 4            | 6            |  |
|  | Andrew Ilie   | Andrew Ilie      | 3                | 7           | 6           |  |  |               |                 | Paul Kilderry   | Paul Kilderry | Paul Kilderry | 6 | 7 |               |               |               |              |              |  |
|  | Diego Nargiso | Diego Nargiso    | 6                | 5           | 1           |  |  | Andrew Ilie   | Andrew Ilie     | Andrew Ilie     | 2             | 1             |   |   |               |               |               |              |              |  |
|  |               | Paul Kilderry    | Paul Kilderry    | 6           | 6           |  |  | Paul Kilderry | Paul Kilderry   | Paul Kilderry   | 6             | 6             |   |   |               |               |               |              |              |  |
|  | 5             | Olivier Delaître | Olivier Delaître | 3           | 3           |  |  |               |                 |                 |               |               |   |   |               |               |               |              |              |  |

### Sezione 4
|  | Primo turno       | Primo turno            | Primo turno       | Primo turno | Primo turno |  |  | Secondo turno | Secondo turno     | Secondo turno     | Secondo turno    | Secondo turno    |   |   | Ultimo turno | Ultimo turno | Ultimo turno | Ultimo turno | Ultimo turno |  |
|  |                   |                        |                   |             |             |  |  |               |                   |                   |                  |                  |   |   |              |              |              |              |              |  |
|  | 4                 | Tim Henman             | 5                 | 6           | 6           |  |  |               |                   |                   |                  |                  |   |   |              |              |              |              |              |  |
|  |                   | Jean-Philippe Fleurian | 7                 | 4           | 3           |  |  | 4             | Tim Henman        | Tim Henman        | 6                | 6                |   |   |              |              |              |              |              |  |
|  | Allen Belobrajdic | Allen Belobrajdic      | Allen Belobrajdic | 6           | 6           |  |  |               | Allen Belobrajdic | Allen Belobrajdic | 4                | 2                |   |   |              |              |              |              |              |  |
|  | Lars Burgsmüller  | Lars Burgsmüller       | Lars Burgsmüller  | 3           | 1           |  |  |               |                   |                   |                  |                  |   |   | 4            | Tim Henman   | Tim Henman   | 6            | 6            |  |
|  | Sébastien Lareau  | Sébastien Lareau       | Sébastien Lareau  | 7           | 6           |  |  |               |                   |                   | Sébastien Lareau | Sébastien Lareau | 4 | 4 |              |              |              |              |              |  |
|  | Andrej Čerkasov   | Andrej Čerkasov        | Andrej Čerkasov   | 5           | 4           |  |  |               | Sébastien Lareau  | Sébastien Lareau  | 6                | 6                |   |   |              |              |              |              |              |  |
|  | 6                 | Jonathan Stark         | Jonathan Stark    | 6           | 6           |  |  | 6             | Jonathan Stark    | Jonathan Stark    | 2                | 1                |   |   |              |              |              |              |              |  |
|  |                   | Bryan Shelton          | Bryan Shelton     | 2           | 4           |  |  |               |                   |                   |                  |                  |   |   |              |              |              |              |              |  |